# Кая (приток Камы)
Кая — река в России, протекает по Афанасьевскому району Кировской области. Устье реки находится в 1608 км от устья Камы по левому берегу. Длина реки составляет 29 км.
Исток реки на Верхнекамской возвышенности в лесах в 25 км к юго-западу от посёлка Афанасьево. Река течёт на северо-восток, в среднем течении на берегах деревни Степановская, Верхняя Тимофеевская и Нижняя Тимофеевская, а также несколько нежилых. Крупных притоков не имеет. Впадает в Каму в 3,5 км к северо-западу от посёлка Афанасьево ниже по течению.

## Данные водного реестра
По данным государственного водного реестра России относится к Камскому бассейновому округу, водохозяйственный участок реки — Кама от истока до водомерного поста у села Бондюг, речной подбассейн реки — бассейны притоков Камы до впадения Белой. Речной бассейн реки — Кама.
Код объекта в государственном водном реестре — 10010100112111100000290.